# Gynura malaccensis
Gynura malaccensis là một loài thực vật có hoa trong họ Cúc. Loài này được Belcher mô tả khoa học đầu tiên năm 1989.